# Victor Niño
Víctor Niño Corredor (Paipa, (Boyacá) 6 de abril de 1973) es un ciclista colombiano, actualmente corre para el equipo Team Sapura Cycling. Sus hermanos Miguel y Libardo son también ciclistas profesionales.

## Palmarés
| 2004 - Vuelta a Boyacá - 1 etapa de la Vuelta a Costa Rica 2005 - 1 etapa de la Vuelta a Colombia 2006 - 1 etapa de la Doble Copacabana Grand Prix Fides 2007 - 1 etapa de la Doble Copacabana Grand Prix Fides | 2009 - 1 etapa de la Vuelta Independencia Nacional 2011 - Vuelta a Boyacá - 1 etapa de la Vuelta Ciclista a Chiapas 2012 - 1 etapa del Tour de Taiwán |